# Myzomorphus gounellei
Myzomorphus gounellei là một loài bọ cánh cứng trong họ Cerambycidae.